# Mogens Rex
Mogens Rex (født 24. august 1965 i Vejle) er en dansk skuespiller.
Rex er uddannet fra Statens Teaterskole i 1992. Han har været en del af ensemblet på Mungo Park, Dr. Dantes Aveny og Riddersalen, men siden 1993 har han været tilknyttet Det Kongelige Teater. Desuden har han medvirket i Jean de France, Et dukkehjem og Laser og pjalter på Aalborg Teater.

## Filmografi
- Det store flip (1997)
- Lad de små børn... (2004)
- Fluerne på væggen (2005)

### Tv-serier
- Madsen og co. (2000)
- Rejseholdet (2000-2003) afsnit nr: 5
- Krøniken (2003-2006) afsnit nr: 2 4
- Forbrydelsen (2007) afsnit nr: 5